# Воздвиженское (городской округ Клин)
Воздви́женское — село в городском округе Клин Московской области России. Население — 1715 чел. (2010). В 1994—2006 годах — центр Воздвиженского сельского округа, 2006—2017 — административный центр сельского поселения Воздвиженское. Находится в 30 километрах к западу от окружного центра — города Клина, на берегу реки Яузы, правого притока реки Ламы.

## Население
| 2002 | 2006  | 2010  |
| ---- | ----- | ----- |
| 1791 | ↗1852 | ↘1715 |

## Достопримечательности
Раньше в селе находилась церковь в честь Воздвижения Креста Господня. Была построена между 1822 и 1828 г. князем Александром Сергеевичем Меншиковым. С тех пор деревня Круг стала называться селом Воздвиженское. Позже рядом с каменным храмом появилась деревянная (зимняя) Казанская церковь. С 1908 г. настоятелем храма был протоиерей Алексий Шаров (1882—1938). Церковь была разрушена в 1944 году в ходе военных боёв. В послевоенный период обе церкви были разрушены и разобраны. 
В 1997 году на средства от пожертвований в селе была построена часовня, освящённая в честь одноимённой разрушенной церкви. В 2005 году к ней пристроили небольшое помещение, чуть позже – алтарь и колокольню. Получился храм в форме креста.

## Инфраструктура
- Администрация села Воздвиженского
- Дворец культуры «Октябрь»
- Отделение Сбербанка России
- Сельское отделение почтовой связи «Почта России»

## Образование и культура
- МОУ-СОШ Содружество основная общеобразовательная школа
- Муниципальное дошкольное образовательное учреждение детский сад № 44 «Сосенка»
- Воздвиженская сельская библиотека — филиал МБУК «Клинская ЦБС»

## Памятники
- В братской могиле в селе Воздвиженском похоронены бойцы и командиры 379-й стрелковой дивизии, погибшие в ходе наступательных боев. В 1970 г. установлена мемориальная доска с именами захороненных в ней воинов. 7 декабря 1974 г. из окопа близ села были извлечены останки 11 воинов и перезахоронены в братской могиле.

- 24 сентября 2011 г. установлен бюст адмирала А. С. Меншикова, который был похоронен здесь в не существующей ныне церкви.

- 8 сентября 2016 г. была открыта Аллея Воинской Славы, на которой установлен мемориал в память о 939 жителях Клинского района, отдавших свои жизни за Родину.

- Также установлен мемориал Иванову Ивану Фёдоровичу - первому директору Круговской птицефабрики.